# 戰慄深隧：流亡
《戰慄深隧：流亡》（中国大陆又译作）是一款由4A Games開發、Deep Silver發行的第一人稱射擊遊戲，本作是地铁系列的第三作、《地铁2033》與《地铁：最后的曙光》的續作。遊戲於2019年2月15日在Windows、PlayStation 4、Xbox One、MacOS平台發售。此外，本作也將透過更新方式提供简繁體中文字幕。故事背景為2035年。

## 系統
《戰慄深隧：流亡》是帶有一些恐怖與潛行要素的第一人稱射擊類型。背景設定在2035年末日荒地下的前俄羅斯聯邦。玩家必須應付各種危機情形，對抗突變生物或是敵方人類。
遊戲中提供各式可自定義組裝的武器，透過搜刮資源與合成系統來進行改造。本作地圖將會融合線性關卡與開放式沙盒環境。此外也將加入動態天氣、日夜交替、隨劇情發展而改變的季節環境等要素。

## 故事大綱
在《戰慄深隧：最後曙光》的事件之後，主角阿爾喬姆厭倦了莫斯科地下鐵各方割據勢力的鬥爭，非常渴望離開莫斯科，找出一片適合人類居住的淨土來過與世無爭的新生活，因此他不斷嘗試與外界取得聯絡。有一天，他與妻子安娜接收無綫電聽取外界的訊息時，他們被漢沙組織的人抓住，幸好在一名叫耶瑪克的工程師幫助下乘上火車逃走，阿爾喬姆的斯巴達游騎兵同伴們也上了車。安娜追問父親米勒上校真相，知道了世界大戰其實還未打完，所以俄羅斯政府在莫斯科設立無綫電干擾器，阻斷外界和莫斯科的聯繫令敵軍以為俄羅斯已經滅亡。可是，漢沙為了滅口掩蓋真相，派火車追截阿爾喬姆等人，阿爾喬姆跳上漢沙的火車將其破壞令他們逃過追殺。在這情況下，阿爾喬姆等人沒法回去莫斯科了，於是就這樣搭乘著火車，展開漫長而危險的旅程去尋找新天地。

## 開發
本作同樣由4A Games負責開發。本作最早在2014年就已開始開發，由4A Games在馬爾他與基輔的兩個工作室共同製作。

## 發行
2017年6月11日在E3 2017遊戲展的微軟發表會上首次公布本作的宣傳影片。2018年E3遊戲展上，官方宣布遊戲將於2019年2月22日在Windows、PlayStation 4與Xbox One平台發售。2018年12月13日，官方宣布遊戲開發已經完工，並且發售日將提前一週（2月15日）。2019年1月28日，游戏发行方Deep Silver宣布原定要在Steam商店發售的Windows版本将转移到Epic Games商城独占发售，獨占滿一年後才會於2020年2月14日在Steam與其他數位商店發售並包含繁體及簡體中文字幕，另外此前已经在Steam商店預購本作的玩家仍然可以在Steam上獲得游戏及之后的更新内容。

## 联动
2020年11月10日，PUBG Mobile 与 地铁：离乡合作推出“地铁逃生”模式（在PUBGM内）。

## 外部連結
- 官方网站